# Catarhoe medioalba
Catarhoe medioalba är en fjärilsart som beskrevs av Silbernagel 1943. Catarhoe medioalba ingår i släktet Catarhoe och familjen mätare. Inga underarter finns listade i Catalogue of Life.